# HV71 2007/2008
Elitseriesäsongen 2007/2008 var HV71:s 24:e säsong i Sveriges högsta division. Säsongen började 24 september hemma mot Frölunda HC i ishockey.
Efter övertidsseger mot MODO Hockey 28 februari 2008 säkrade HV71 seriesegern. Detta var tredje gången som föreningen vann serieseger. 18 april vann HV71 slutspelet efter finalspel mot Linköpings HC i det så kallade "E4-derbyt" med 3-2 i Sudden death i den sjätte matchen. Totalt slutade finalserien med 4-2 i matcher för HV71. Detta var tredje gången som HV71 blev svenska mästare.

## Elitserien
| Nr | Lag              | S  | V  | O  | F  | VÖ | GM - IM | +/- | P   |
| -- | ---------------- | -- | -- | -- | -- | -- | ------- | --- | --- |
| 1  | y-HV71           | 55 | 31 | 11 | 13 | 3  | 178–132 | 46  | 107 |
| 2  | x-Linköpings HC  | 55 | 21 | 20 | 14 | 9  | 166–153 | 13  | 92  |
| 3  | x-MODO Hockey    | 55 | 26 | 7  | 22 | 5  | 153–150 | 3   | 90  |
| 4  | x-Färjestads BK  | 55 | 25 | 11 | 19 | 3  | 169–147 | 22  | 89  |
| 5  | x-Timrå IK       | 55 | 23 | 9  | 23 | 5  | 134–136 | −2  | 83  |
| 6  | x-Frölunda HC    | 55 | 23 | 10 | 22 | 3  | 159–157 | 2   | 82  |
| 7  | x-Djurgårdens IF | 55 | 21 | 14 | 20 | 2  | 145–139 | 6   | 79  |
| 8  | x-Skellefteå AIK | 55 | 19 | 16 | 20 | 2  | 135–141 | −6  | 75  |
| 9  | e-Södertälje SK  | 55 | 18 | 13 | 24 | 2  | 123–129 | −6  | 69  |
| 10 | e-Luleå HF       | 55 | 17 | 13 | 25 | 2  | 139–164 | −25 | 66  |
| 11 | r-Mora IK        | 55 | 17 | 13 | 25 | 2  | 133–160 | −27 | 66  |
| 12 | r-Brynäs IF      | 55 | 16 | 9  | 30 | 4  | 152–178 | −26 | 61  |

x - tog sig vidare till slutspel, y - vann serien, e - missar slutspelet, r - spelar i kvalserien

## Slutspel
HV71 avslutade serien som seriesegrare med 15 poäng före tvåan Linköpings HC och blev därmed förstaseedade. Inför lottningen sade tränare Kent Johansson att laget lottat om vilket motstånd det skulle bli mellan Skellefteå AIK och Djurgårdens IF. Valet föll på det åttonde laget, Skellefteå. Kvartsfinalen vann HV71 med 4-1 i matcher och ställdes i semifinalen mot femteseedade laget, Timrå IK. HV71 besegrade Timrå med 4-2 i matcher och var nu i sin tredje SM-final, där de fick möta tvåan Linköpings HC i något som kom att myntas som "E4-derbyt" med tanke på den geografiska närheten mellan de båda lagen. Linköping tog en stabil ledning med 2-0 i matcher, innan HV71 vände och vann fyra matcher på rad och slutade därmed som svenska mästare för tredje gången i klubbens historia.

## Spelarstatistik

### Utespelare
Noteringar: GP = Spelade matcher; G = Mål; A = Assist; Pts = Poäng; +/- = Plus/Minu; PIM = Utvinsningsminuter
Grundserie
| Spelare           | GP | G  | A  | Pts | +/- | PIM |
| ----------------- | -- | -- | -- | --- | --- | --- |
| Jukka Voutilainen | 51 | 26 | 20 | 46  | 21  | 30  |
| Johan Davidsson   | 47 | 9  | 34 | 43  | 18  | 18  |
| Jan Hrdina        | 51 | 18 | 24 | 42  | 7   | 60  |
| Martin Thörnberg  | 51 | 20 | 17 | 37  | 15  | 68  |
| Mikko Luoma       | 49 | 10 | 25 | 35  | 7   | 58  |
| Per Ledin         | 52 | 16 | 17 | 33  | 13  | 137 |
| Johan Åkerman     | 45 | 9  | 24 | 35  | 1   | 38  |
| Pasi Puistola     | 55 | 11 | 21 | 32  | 9   | 99  |
| Andreas Jämtin    | 51 | 17 | 13 | 30  | 10  | 167 |
| Johan Lindström   | 50 | 4  | 18 | 22  | -3  | 22  |

Slutspel
| Spelare           | GP | G | A  | Pts | +/- | PIM |
| ----------------- | -- | - | -- | --- | --- | --- |
| Jukka Voutilainen | 17 | 9 | 12 | 21  | 9   | 12  |
| Johan Davidsson   | 17 | 8 | 12 | 20  | 7   | 2   |
| Martin Thörnberg  | 17 | 7 | 10 | 17  | 9   | 10  |
| Johan Åkerman     | 17 | 3 | 13 | 16  | 6   | 8   |
| David Petrasek    | 17 | 6 | 4  | 10  | 0   | 18  |
| Pasi Puistola     | 17 | 1 | 8  | 9   | 6   | 14  |
| Jan Hrdina        | 16 | 6 | 1  | 7   | -3  | 53  |
| Mikko Luoma       | 17 | 2 | 5  | 7   | -1  | 20  |
| Per Ledin         | 17 | 2 | 5  | 7   | -4  | 63  |
| Andreas Falk      | 17 | 4 | 2  | 6   | 4   | 12  |

### Målvakter
Noteringar: GP = Spelade matcher; TOI = Istid (minuter); W = Vinster; L = Förluster; T = Oavgjorda; OTW = Övertidsvinster; OTL = Övertidsförluster GA = Insläppta mål; SO = Hålla nollan; Sv% = Räddn. %; GAA = Insläppta mål i genomsnitt
Grundserie
| Spelare           | GP | TOI  | W  | L  | T  | OTW | OTL | GA  | SO | Sv% | GAA  |
| ----------------- | -- | ---- | -- | -- | -- | --- | --- | --- | -- | --- | ---- |
| Stefan Liv        | 48 | 2785 | 26 | 11 | 11 | 3   | 3   | 105 | 5  | .91 | 2.26 |
| Andreas Andersson | 7  | 538  | 5  | 2  | 0  | 0   | 0   | 22  | 1  | .91 | 2.45 |

Slutspel
| Spelare           | GP | TOI  | W  | L | T | OTW | OTL | GA | SO | Sv% | GAA  |
| ----------------- | -- | ---- | -- | - | - | --- | --- | -- | -- | --- | ---- |
| Stefan Liv        | 17 | 1020 | 12 | 5 | 0 | 2   | 0   | 31 | 3  | .93 | 1.82 |
| Andreas Andersson | 0  | 0    | 0  | 0 | 0 | 0   | 0   | —  | —  | —   | —    |

## Transaktioner
| Nyförvärv till HV71 | Nyförvärv till HV71   | Nyförvärv till HV71 |
| ------------------- | --------------------- | ------------------- |
| Spelare             | Tidigare klubb        | Kontrakterad        |
| Mika Niskanen       | Timrå IK              | 1 år                |
| Andreas Andersson   | Rögle BK              | 2 år                |
| Stefan Liv          | Grand Rapids Griffins | 3 år                |
| Jonas Johansson     | Grand Rapids Griffins | 2 år                |
| Björn Melin         | Portland Pirates      | 3 år                |
| Nichlas Torp        | HV71 ungdom           | 2 år                |
| Mikko Luoma         | Linköpings HC         | 2 år                |
| Per Ledin           | Färjestads BK         | 2 år                |
| Eric Johansson      | Mora IK               | 1 år                |

| Lämnar HV71        | Lämnar HV71       |
| ------------------ | ----------------- |
| Spelare            | Nytt lag          |
| Erik Ersberg       | Los Angeles Kings |
| Kimmo Kapanen      | Ässät             |
| Niklas Hjalmarsson | Luleå HF          |
| Timo Vertala       | Kärpät            |
| Erik Andersson     | Timrå IK          |
| Magnus Åkerlund    | Timrå IK          |
| Pat Kavanagh       | Iserlohn Roosters |
| Jaroslav Balastik  | RI OKNA Zlín      |
| Jens Svensson      | Malmö Redhawks    |
| Stefan Pettersson  | Södertälje SK     |

## NHL-draft
HV71 spelare som blivit draftade vid 2008 års NHL-draft i Ottawa, Ontario, Kanada.
| Runda | Nr  | Spelare         | Position | Draftlag           |
| ----- | --- | --------------- | -------- | ------------------ |
| 1     | 24  | Mattias Tedenby | LW       | New Jersey Devils  |
| 4     | 102 | David Ullström  | C/LW     | New York Islanders |
| 4     | 109 | André Petersson | LW       | Ottawa Senators    |